# Salinibacteraceae
Salinibacteraceae es una familia de bacterias gramnegativas perteneciente al orden de los Rhodothermales. Fue descrita en el año 2016. Las bacterias de esta familia son halófilas, con coloración naranja-roja debido a los pigmentos carotenoides. Pueden ser móviles o inmóviles. Crecen en general aeróbicamente a temperaturas entre 27-47 °C, y tienen un contenido de G+C entre 63-67%. Son catalasa y oxidasa positivas. Se suelen encontrar en lagos salinos.   
El género Salinibacter es uno de los más estudiados por su adaptación a ambientes salinos extremos.   

## Taxonomía
Actualmente esta familia consta de 4 géneros, con un total de 8 especies validadas:
- Género Longibacter
  - L. salinarum
- Género Longimonas
  - L. halophila
  - L. haloalkaliphila
- Género Salinibacter
  - S. altiplanensis
  - S. grassemerensis
  - S. ruber
- Género Salinivenus
  - S. iranica
  - S. lutea